# Wieczór panieński
Wieczór panieński – zwyczajowe przyjęcie urządzane dla panny lub przez nią samą przed ślubem. Wieczór panieński spędzany jest w wyłącznie w towarzystwie osób płci żeńskiej i w założeniu ma być ostatnią okazją do zażycia przyjemności niedostępnych po ślubie.

## Wieczór panieński w kulturze ludowej
Wieczór panieński jest głęboko zakorzeniony w tradycji staropolskiej. Zwany jest też wieczorem dziewiczym, rózgowinami, rozplecinami, wieńczynami.
"W dzień przed ślubem organizowany jest huczny pożegnalny wieczór młodych. Chłopiec i dziewczyna bawią się osobno, każde ze swoimi przyjaciółmi – członkami orszaku weselnego. W zabawie powinny brać udział wyłącznie osoby stanu wolnego.  
Wieczór panieński nacechowany był bogatą symboliką związaną z czystością dziewczyny, a także z rychłym aktem ofiarowania wybranemu mężczyźnie jej cnoty.  
Bardzo ważnym elementem wieczoru panieńskiego było wypiekanie kołacza weselnego, zwanego korowajem. Kołacz wyrabiany z mąki pszennej i dekorowany figurkami z ciasta można było wypiekać tylko raz w życiu, przepowiadał los młodej pary – wyrośnięty wróżył długie i szczęśliwe życie, natomiast popękany i z zakalcem oznaczał iż małżeństwo nie będzie zgodne. Korowaj otoczony był wiankiem symbolizującym czystość panny młodej, pośrodku umieszczano gniazdko oznaczające przyszłe potomstwo, kłosy zaś i gąski umieszczane po bokach wiązały się z życzeniami powodzenia materialnego.
Rózga weselna strojona podczas wieczoru panieńskiego była symbolem uroczystości weselnej. Za szkielet służyła naturalnie rozwinięta gałąź sosny lub świerku, dekorowana jabłkami, orzechami, ozdobami wykonanymi z bibuły. Na koniec wieczoru następował akt wykupin rózgi – starosta dzierżył ją aż do momentu oczepin, wznosząc w górę podczas kulminacyjnych momentów wesela.
Tak jak wianek jest symbolem dziewictwa i czystości kobiety, tak rózga jest atrybutem męskim, oznaką potencjału mężczyzny i jego mocy prokreacyjnej."

### Wieczór panieński na Lubelszczyźnie - historia mówiona pana J. Ignaciuka
"A w chacie panny młodej w sobote przed weselem, nie powiedzialem tego,  odbywaly sie wynoczki, to znaczy wianeczki, czyli wieczór panieński. Przychodzily jej koleżanki, których ona poprosila z, za drużków, czyli druhnów poprosiła. Oni śpiewali obrzędowe pieśni i wiły wianki dla panny mlodej i dla siebie wianki. I to, ten wieczór, na ten wieczór jak sie odbyło, odbył sie ten zbór, to przychodził pan mlody swoimi marszałkami do panny mlodej na takie potańcówki przy, przyprowadzał muzykanta i on, muzykant gral, a dziewczęta i chlopaki tanczyli. To były takie wynoczki, wianeczki, czyli wieczór panieński."